# Stora Idtjärnen, Västergötland
Stora Idtjärnen är en sjö i Härryda kommun i Västergötland och ingår i Kungsbackaåns huvudavrinningsområde.